# Eva Menasse
Eva Menasse (Bécs, 1970. május 11. –) osztrák újságíró és írónő.

## Pályafutása
Germanisztikát és történelmet tanult, majd eleinte a Profil című bécsi hírmagazinnál dolgozott, később pedig a Frankfurter Allgemeine Zeitung (FAZ) szerkesztője és sikeres újságírója volt. Első könyve, a Der Holocaust vor Gericht („A Holocaust a bíróság előtt”) 2000-ben jelent meg a Siedler kiadónál; a kötetben a holokauszttagadó David Irving 2000. áprilisi londoni peréről készített tudósításait foglalta össze. Később prágai és berlini tudósítóként dolgozott; jelenleg szabadúszó, 2003 óta Berlinben él férjével, Michael Kumpfmüller német íróval. A 2005-ös német szövetségi parlamenti választások idején csatlakozott a Günter Grass kezdeményezte „Választói kezdeményezés”-hez (Wahlinitiative), amely az akkor kormányzó szocialista–zöldpárti koalíciót támogatta.
Első regényében, amely Vienna címmel 2005-ben jelent meg a Kiepenheuer & Witsch kiadónál, anekdoták segítségével – amelyek egyeseket Friedrich Torberg Tante Jolesch („Jolesch néni”) című adomagyűjteményére emlékeztetnek – meséli el részben zsidó, részben keresztény rokonsága fikciókkal átszőtt történetét. A regény részleteit megjelenése előtt a FAZ közölte, és a német irodalmi közéletből javarészt elismerő, míg az osztrákból inkább bíráló kritikákat kapott, mindenesetre 2005 áprilisában az ORF osztrák közszolgálati televízió toplistáján az első helyen szerepelt, ugyanezen év őszén pedig Németország és Ausztria számos bestseller-listáján helyet kapott, és szintén még megjelenése évében elnyerte a legjobb elsőkönyvesnek járó Rolf Heyne-díjat. 2007-ben részt vett a Budapesten megrendezett Európai Elsőkönyvesek Fesztiválján, Nagy-Britanniában pedig az Independent Foreign Fiction Prize (Független Külföldi Irodalmi Díj) nevű elismerésre jelölték. A könyvet eddig angol, magyar és holland nyelvre fordították le, de tervezik spanyol, olasz, görög, kínai és héber nyelvű megjelentetését. Magyar kiadása az Ab Ovo Kiadónál előkészület alatt áll. 2009 novemberében jelenik meg.

## Művei
- 1997 Die letzte Märchenprinzessin („Az utolsó mesebeli hercegnő”, Elisabeth és Robert Menasséval együtt)
- 1998 Klein Menasses, Der mächtigste Mann („A leghatalmasabb ember”, Elisabeth és Robert Menasséval együtt, Rudi Klein illusztrációjával)
- 2000 Der Holocaust vor Gericht. Der Prozess um David Irving („A Holocaust a bíróság előtt. David Irving pere”)
- 2005 Vienna
- Külföldi nyelveken:
  - 1997 De laatste sprookjesprinses („Az utolsó mesebeli hercegnő” holland nyelvű fordítása)
  - 1997 La dernière princesse de conte de fées („Az utolsó mesebeli hercegnő” francia nyelvű fordítása)
  - 2005 Vienna (hollandul)
  - 2006 Vienna (angolul)
  - 2006 Tutto il resto è di primaria importanza („Minden egyéb elsődleges fontosságú”, olaszul)

### Magyarul
- Vienna. Család ellen nincs orvosság; ford. Sarankó Márta; Ab Ovo, Bp., 2009
- Bocsánatos főbűnök; ford. Fodor Zsuzsa; Ab Ovo, Bp., 2010

## Külső hivatkozások
- Eva Menasse adatlapja a Deutschen Nationalbibliothek honlapján (németül)
- Jánossy Lajos e-mail-interjúja Eva Menasséval a litera.hu-n (magyarul)
- A Goethe Institut ajánlója Eva Menasse könyvéről (németül)
- Eva Menasse Keine Gnade („Nincs bocsánat”) című írása a Frankfurter Allgemeine Zeitungban (németül)